# Barát Attila
Barát Attila (Szolnok, 1970. február 6. –) magyar színész.

## Életpályája
1989-ben érettségizett a szentesi Horváth Mihály Gimnáziumban. 1997-ben végzett a Színház- és Filmművészeti Főiskolán. 1997-től a Madách Színházban rendszeresen játszik, mellette szerepel a Körúti Színház és az egri Gárdonyi Géza Színház előadásaiban is.

## Fontosabb színházi szerepei
- Tolcsvay-Müller-Müller P.Sz. : Mária evangéliuma – János
- Gárdonyi-Várkonyi-Béres: Egri csillagok – Gábor pap
- Rostand: A sasfiók – Prokesh
- Brecht-Weill: Koldusopera – Tigris Brown
- Madách: Az ember tragédiája – Színjátékos
- Mikszáth: Beszterce ostroma – Postás
- Alan Benett: Hölgy a furgonban – Miss Shepered orvosa
- Boublil- Schönberg: Nyomorultak – Grantaire, Montparnasse
- John Steinbeck: Egerek és emberek – George
- Németh László: Cseresnyés – Péter
- Stein-Bock-Harnick: Hegedűs a háztetőn – Fegyka, Szása
- Joe DiPietro – Jimmy Roberts: Te édes, de jó vagy légy más!
- Müller P-Tolcsvay L.-Müller P. Sz: Isten pénze: Mr. Fezziwig, Joe bácsi, Percy
- Cooney: Páratlan páros 1.: Fotóriporter
- Webber-Elton-Bródy:Volt egyszer egy csapat – Thomas; John
- Kander-Ebb: Chicago – Fred Casely, Fogarty
- Brooks-Meehan: Producerek: Franz Liebkind
- T. S. Eliot – A.L. Webber: Macskák – Quaxo
- Horváth-Gerendás-Fekete: Aranyborjú – Tanácselnök / Funt / Piccolo / Tolmács
- T. S. Eliot – A.L. Webber: Macskák – Koricipát
- Lázár Ervin: A Négyszögletű Kerek Erdő: Ló Szerafin
- Rice-Webber: József és a színes szélesvásznú álomkabát – Ruben, Putifár, Fáraó
- Kocsák-Miklós: Anna Karenina: Levin
- Idle-Du Prez: Spamalot: Arthur király, Patsy
- A. L. Webber: Az Operaház Fantomja – Monsieur André, operaigazgató
- Rice-Webber: Jézus Krisztus Szupersztár: Péter
- Vizy-Tóth: Én, József Attila – Illyés Gyula
- Disney-Cameron Mackintosh: Mary Poppins – Parkőr / Northbrook
- Gyárfás-Szabó-Szente: Tanulmány a nőkről – Balogh Sándor
- Fekete-Szemenyei-Győrei-Schlachtovszky: Vuk –  Barna bácsi

## Filmes és televíziós szerepei
- Szomszédok (1989)
- Kisváros (1995)
- Pasik! (2000-2002)
- Barátok közt (2007)
- Karádysokk (2011)
- Hacktion: Újratöltve (2013)
- Jóban Rosszban (2014, 2016)
- Holnap Tali! (2017)
- Drága örökösök (2019)
- Jófiúk (2019)
- Elk*rtuk (2021)